# Danh sách loài nhện trong họ Tetragnathidae
Trang này liệt kê các loài nhện trong họ Tetragnathidae

## Alcimosphenus
Alcimosphenus Simon, 1895
- Alcimosphenus licinus Simon, 1895

## Allende
Allende Álvarez-Padilla, 2007
- Allende longipes (Nicolet, 1849)
- Allende nigrohumeralis (F. O. P.-Cambridge, 1899)
- Allende patagiatus (Simon, 1901)
- Allende puyehuensis Álvarez-Padilla, 2007

## Antillognatha
Antillognatha Bryant, 1945
- Antillognatha lucida Bryant, 1945

## Atelidea
Atelidea Simon, 1895
- Atelidea globosa Yamaguchi, 1957
- Atelidea spinosa Simon, 1895

## Atimiosa
Atimiosa Simon, 1895
- Atimiosa comorensis Schmidt & Krause, 1993
- Atimiosa quinquemucronata Simon, 1895

## Azilia
Azilia Keyserling, 1881
- Azilia affinis O. P.-Cambridge, 1893
- Azilia boudeti Simon, 1895
- Azilia eximia (Mello-Leitão, 1940)
- Azilia formosa Keyserling, 1881
- Azilia guatemalensis O. P.-Cambridge, 1889
- Azilia histrio Simon, 1895
- Azilia marmorata Mello-Leitão, 1948
- Azilia montana Bryant, 1940
- Azilia rojasi Simon, 1895
- Azilia vachoni (Caporiacco, 1954)

## Chrysometa
Chrysometa Simon, 1894
- Chrysometa acinosa Álvarez-Padilla, 2007
- Chrysometa adelis Levi, 1986
- Chrysometa alajuela Levi, 1986
- Chrysometa alboguttata (O. P.-Cambridge, 1889)
- Chrysometa allija Levi, 1986
- Chrysometa antonio Levi, 1986
- Chrysometa aramba Levi, 1986
- Chrysometa aureola (Keyserling, 1884)
- Chrysometa banos Levi, 1986
- Chrysometa bella (Banks, 1909)
- Chrysometa bigibbosa (Keyserling, 1864)
- Chrysometa bolivari Levi, 1986
- Chrysometa bolivia Levi, 1986
- Chrysometa boquete Levi, 1986
- Chrysometa boraceia Levi, 1986
- Chrysometa brevipes (O. P.-Cambridge, 1889)
- Chrysometa browni Levi, 1986
- Chrysometa buenaventura Levi, 1986
- Chrysometa buga Levi, 1986
- Chrysometa butamalal Levi, 1986
- Chrysometa cali Levi, 1986
- Chrysometa calima Levi, 1986
- Chrysometa cambara Levi, 1986
- Chrysometa carmelo Levi, 1986
- Chrysometa cebolleta Levi, 1986
- Chrysometa chica Levi, 1986
- Chrysometa chipinque Levi, 1986
- Chrysometa choroni Levi, 1986
- Chrysometa chulumani Levi, 1986
- Chrysometa churitepui Levi, 1986
- Chrysometa claudia Levi, 1986
- Chrysometa columbicola Strand, 1916
- Chrysometa conspersa (Bryant, 1945)
- Chrysometa cornuta (Bryant, 1945)
- Chrysometa craigae Levi, 1986
- Chrysometa cuenca Levi, 1986
- Chrysometa decolorata (O. P.-Cambridge, 1889)
- Chrysometa digua Levi, 1986
- Chrysometa distincta (Bryant, 1940)
- Chrysometa donachui Levi, 1986
- Chrysometa duida Levi, 1986
- Chrysometa eberhardi Levi, 1986
- Chrysometa ecarup Levi, 1986
- Chrysometa eugeni Levi, 1986
- Chrysometa explorans (Chamberlin, 1916)
- Chrysometa fidelia Levi, 1986
- Chrysometa flava (O. P.-Cambridge, 1894)
- Chrysometa flavicans (Caporiacco, 1947)
- Chrysometa fuscolimbata (Archer, 1958)
- Chrysometa guadeloupensis Levi, 1986
- Chrysometa guttata (Keyserling, 1881)
- Chrysometa hamata (Bryant, 1942)
- Chrysometa heredia Levi, 1986
- Chrysometa huanuco Levi, 1986
- Chrysometa huila Levi, 1986
- Chrysometa incachaca Levi, 1986
- Chrysometa itaimba Levi, 1986
- Chrysometa jayuyensis (Petrunkevitch, 1930)
- Chrysometa jelskii Levi, 1986
- Chrysometa jordao Levi, 1986
- Chrysometa keyserlingi Levi, 1986
- Chrysometa kochalkai Levi, 1986
- Chrysometa lancetilla Levi, 1986
- Chrysometa lapazensis Levi, 1986
- Chrysometa lepida (Keyserling, 1881)
- Chrysometa levii Álvarez-Padilla, 2007
- Chrysometa linguiformis (Franganillo, 1930)
- Chrysometa ludibunda (Keyserling, 1893)
- Chrysometa luisi Levi, 1986
- Chrysometa machala Levi, 1986
- Chrysometa macintyrei Levi, 1986
- Chrysometa macuchi Levi, 1986
- Chrysometa maculata (Bryant, 1945)
- Chrysometa magdalena Levi, 1986
- Chrysometa maitae Álvarez-Padilla, 2007
- Chrysometa malkini Levi, 1986
- Chrysometa marta Levi, 1986
- Chrysometa merida Levi, 1986
- Chrysometa minuta (Keyserling, 1883)
- Chrysometa minza Levi, 1986
- Chrysometa monticola (Keyserling, 1883)
- Chrysometa muerte Levi, 1986
- Chrysometa niebla Levi, 1986
- Chrysometa nigroventris (Keyserling, 1879)
- Chrysometa nigrovittata (Keyserling, 1865)
- Chrysometa nuboso Levi, 1986
- Chrysometa nuevagranada Levi, 1986
- Chrysometa obscura (Bryant, 1945)
- Chrysometa opulenta (Keyserling, 1881)
- Chrysometa otavalo Levi, 1986
- Chrysometa palenque Levi, 1986
- Chrysometa pecki Levi, 1986
- Chrysometa penai Levi, 1986
- Chrysometa pichincha Levi, 1986
- Chrysometa pilimbala Levi, 1986
- Chrysometa plana Levi, 1986
- Chrysometa poas Levi, 1986
- Chrysometa puebla Levi, 1986
- Chrysometa purace Levi, 1986
- Chrysometa ramon Levi, 1986
- Chrysometa raripila (Keyserling, 1893)
- Chrysometa rincon Levi, 1986
- Chrysometa rubromaculata (Keyserling, 1864)
- Chrysometa sabana Levi, 1986
- Chrysometa saladito Levi, 1986
- Chrysometa saramacca Levi, 1986
- Chrysometa satulla (Keyserling, 1881)
- Chrysometa satura Levi, 1986
- Chrysometa schneblei Levi, 1986
- Chrysometa serachui Levi, 1986
- Chrysometa sevillano Levi, 1986
- Chrysometa sicki Levi, 1986
- Chrysometa sondo Levi, 1986
- Chrysometa sumare Levi, 1986
- Chrysometa sztolcmani Levi, 1986
- Chrysometa tenuipes (Keyserling, 1864)
- Chrysometa tinajillas Levi, 1986
- Chrysometa troya Levi, 1986
- Chrysometa tungurahua Levi, 1986
- Chrysometa uaza Levi, 1986
- Chrysometa unicolor (Keyserling, 1881)
- Chrysometa universitaria Levi, 1986
- Chrysometa ura Levi, 1986
- Chrysometa utcuyacu Levi, 1986
- Chrysometa valle Levi, 1986
- Chrysometa xavantina Levi, 1986
- Chrysometa yotoco Levi, 1986
- Chrysometa yungas Levi, 1986
- Chrysometa yunque Levi, 1986
- Chrysometa zelotypa (Keyserling, 1883)

## Cyrtognatha
Cyrtognatha Keyserling, 1881
- Cyrtognatha atopica Dimitrov & Hormiga, 2009
- Cyrtognatha bella (O. P.-Cambridge, 1896)
- Cyrtognatha bryantae (Chickering, 1956)
- Cyrtognatha catia Dimitrov & Hormiga, 2009
- Cyrtognatha eberhardi Dimitrov & Hormiga, 2009
- Cyrtognatha espanola (Bryant, 1945)
- Cyrtognatha insolita (Chickering, 1956)
- Cyrtognatha lepida (O. P.-Cambridge, 1889)
- Cyrtognatha leviorum Dimitrov & Hormiga, 2009
- Cyrtognatha morona Dimitrov & Hormiga, 2009
- Cyrtognatha nigrovittata Keyserling, 1881
- Cyrtognatha orphana Dimitrov & Hormiga, 2009
- Cyrtognatha pachygnathoides (O. P.-Cambridge, 1894)
- Cyrtognatha paradoxa Dimitrov & Hormiga, 2009
- Cyrtognatha pathetica Dimitrov & Hormiga, 2009
- Cyrtognatha petila Dimitrov & Hormiga, 2009
- Cyrtognatha quichua Dimitrov & Hormiga, 2009
- Cyrtognatha rucilla (Bryant, 1945)
- Cyrtognatha serrata Simon, 1897
- Cyrtognatha simoni (Bryant, 1940)
- Cyrtognatha waorani Dimitrov & Hormiga, 2009

## Dianleucauge
Dianleucauge Song & Zhu, 1994
- Dianleucauge deelemanae Song & Zhu, 1994

## Diphya
Diphya Nicolet, 1849
- Diphya albula (Paik, 1983)
- Diphya bicolor Vellard, 1926
- Diphya limbata Simon, 1896
- Diphya macrophthalma Nicolet, 1849
- Diphya okumae Tanikawa, 1995
- Diphya pumila Simon, 1889
- Diphya qianica Zhu, Song & Zhang, 2003
- Diphya simoni Kauri, 1950
- Diphya spinifera Tullgren, 1902
- Diphya taiwanica Tanikawa, 1995
- Diphya tanasevitchi (Zhang, Zhang & Yu, 2003)

## Dolichognatha
Dolichognatha O. P.-Cambridge, 1869
- Dolichognatha aethiopica Tullgren, 1910
- Dolichognatha albida (Simon, 1895)
- Dolichognatha baforti (Legendre, 1967)
- Dolichognatha cygnea (Simon, 1893)
- Dolichognatha deelemanae Smith, 2008
- Dolichognatha ducke Lise, 1993
- Dolichognatha erwini Brescovit & Cunha, 2001
- Dolichognatha incanescens (Simon, 1895)
- Dolichognatha kampa Brescovit & Cunha, 2001
- Dolichognatha kratochvili (Lessert, 1938)
- Dolichognatha lodiculafaciens (Hingston, 1932)
- Dolichognatha longiceps (Thorell, 1895)
- Dolichognatha mandibularis (Thorell, 1894)
- Dolichognatha mapia Brescovit & Cunha, 2001
- Dolichognatha maturaca Lise, 1993
- Dolichognatha minuscula (Mello-Leitão, 1940)
- Dolichognatha nietneri O. P.-Cambridge, 1869
- Dolichognatha pentagona (Hentz, 1850)
- Dolichognatha petiti (Simon, 1884)
- Dolichognatha pinheiral Brescovit & Cunha, 2001
- Dolichognatha proserpina (Mello-Leitão, 1943)
- Dolichognatha quadrituberculata (Keyserling, 1883)
- Dolichognatha raveni Smith, 2008
- Dolichognatha richardi (Marples, 1955)
- Dolichognatha spinosa (Petrunkevitch, 1939)
- Dolichognatha tigrina Simon, 1893
- Dolichognatha umbrophila Tanikawa, 1991

## Doryonychus
Doryonychus Simon, 1900
- Doryonychus raptor Simon, 1900

## Dyschiriognatha
Dyschiriognatha Simon, 1893
- Dyschiriognatha argyrostilba (O. P.-Cambridge, 1876)
- Dyschiriognatha bedoti Simon, 1893
- Dyschiriognatha dentata Zhu & Wen, 1978
- Dyschiriognatha lobata Vellard, 1926
- Dyschiriognatha montana Simon, 1897
- Dyschiriognatha oceanica Berland, 1929
- Dyschiriognatha tangi Zhu, Song & Zhang, 2003
- Dyschiriognatha upoluensis Marples, 1955

## Eryciniolia
Eryciniolia Strand, 1912
- Eryciniolia purpurapunctata (Urquhart, 1889)

## Glenognatha
Glenognatha Simon, 1887
- Glenognatha argenteoguttata (Berland, 1935)
- Glenognatha australis (Keyserling, 1883)
- Glenognatha caporiaccoi Platnick, 1993
- Glenognatha centralis Chamberlin, 1925
- Glenognatha chamberlini (Berland, 1942)
- Glenognatha emertoni Simon, 1887
- Glenognatha foxi (McCook, 1894)
- Glenognatha gaujoni Simon, 1895
- Glenognatha globosa (Petrunkevitch, 1925)
- Glenognatha gloriae (Petrunkevitch, 1930)
- Glenognatha heleios Hormiga, 1990
- Glenognatha hirsutissima (Berland, 1935)
- Glenognatha iviei Levi, 1980
- Glenognatha lacteovittata (Mello-Leitão, 1944)
- Glenognatha maelfaiti Baert, 1987
- Glenognatha minuta Banks, 1898
- Glenognatha mira Bryant, 1945
- Glenognatha nigromaculata (Berland, 1933)
- Glenognatha phalangiops (Berland, 1942)
- Glenognatha smilodon Bosmans & Bosselaers, 1994
- Glenognatha spherella Chamberlin & Ivie, 1936

## Guizygiella
Guizygiella Zhu, Kim & Song, 1997
- Guizygiella guangxiensis (Zhu & Zhang, 1993)
- Guizygiella melanocrania (Thorell, 1887)
- Guizygiella nadleri (Heimer, 1984)
- Guizygiella salta (Yin & Gong, 1996)

## Hispanognatha
Hispanognatha Bryant, 1945
- Hispanognatha guttata Bryant, 1945

## Homalometa
Homalometa Simon, 1897
- Homalometa chiriqui Levi, 1986
- Homalometa nigritarsis Simon, 1897
- Homalometa nossa Levi, 1986

## Leucauge
Leucauge White, 1841
- Leucauge abbajae Strand, 1907
- Leucauge abyssinica Strand, 1907
- Leucauge acuminata (O. P.-Cambridge, 1889)
- Leucauge albomaculata (Thorell, 1899)
- Leucauge amanica Strand, 1907
- Leucauge analis (Thorell, 1899)
- Leucauge annulipedella Strand, 1911
- Leucauge apicata (Thorell, 1899)
- Leucauge arbitrariana Strand, 1913
- Leucauge argentata (O. P.-Cambridge, 1869)
  - Leucauge argentata marginata Kulczynski, 1911
- Leucauge argentea (Keyserling, 1865)
- Leucauge argenteanigra (Karsch, 1884)
- Leucauge argentina (Hasselt, 1882)
  - Leucauge argentina nigriceps Thorell, 1890
- Leucauge argyra (Walckenaer, 1842)
- Leucauge argyrescens Benoit, 1978
- Leucauge argyroaffinis Soares & Camargo, 1948
- Leucauge argyrobapta (White, 1841)
- Leucauge atrostricta Badcock, 1932
- Leucauge aurocincta (Thorell, 1877)
- Leucauge auronotum Strand, 1907
- Leucauge aurostriata (O. P.-Cambridge, 1897)
- Leucauge badiensis Roewer, 1961
- Leucauge beata (Pocock, 1901)
- Leucauge bengalensis Gravely, 1921
- Leucauge bimaculata Zhu, Song & Zhang, 2003
- Leucauge bituberculata Baert, 1987
- Leucauge blanda (L. Koch, 1878)
- Leucauge bontoc Barrion & Litsinger, 1995
- Leucauge branicki (Taczanowski, 1874)
- Leucauge brevitibialis Tullgren, 1910
- Leucauge cabindae (Brito Capello, 1866)
- Leucauge camelina Caporiacco, 1940
- Leucauge camerunensis Strand, 1907
- Leucauge capelloi Simon, 1903
- Leucauge caucaensis Strand, 1908
- Leucauge caudata Hogg, 1914
- Leucauge celebesiana (Walckenaer, 1842)
- Leucauge clarki Locket, 1968
- Leucauge comorensis Schmidt & Krause, 1993
- Leucauge conifera Hogg, 1919
- Leucauge cordivittata Strand, 1911
- Leucauge crucinota (Bösenberg & Strand, 1906)
- Leucauge curta (O. P.-Cambridge, 1889)
- Leucauge decorata (Blackwall, 1864)
  - Leucauge decorata nigricauda Schenkel, 1944
- Leucauge digna (O. P.-Cambridge, 1869)
- Leucauge ditissima (Thorell, 1887)
- Leucauge dorsotuberculata Tikader, 1982
- Leucauge dromedaria (Thorell, 1881)
- Leucauge emertoni (Thorell, 1890)
- Leucauge eua Strand, 1911
- Leucauge fasciiventris Kulczynski, 1911
- Leucauge festiva (Blackwall, 1866)
- Leucauge fibulata (Thorell, 1892)
- Leucauge fishoekensis Strand, 1909
- Leucauge formosa (Blackwall, 1863)
  - Leucauge formosa pozonae Schenkel, 1953
- Leucauge fragilis (O. P.-Cambridge, 1889)
- Leucauge frequens Tullgren, 1910
- Leucauge funebris Mello-Leitão, 1930
- Leucauge gemminipunctata Chamberlin & Ivie, 1936
- Leucauge granulata (Walckenaer, 1842)
  - Leucauge granulata rimitara Strand, 1911
- Leucauge hasselti (Thorell, 1890)
- Leucauge hebridisiana Berland, 1938
- Leucauge henryi Mello-Leitão, 1940
- Leucauge idonea (O. P.-Cambridge, 1889)
- Leucauge ilatele Marples, 1955
- Leucauge insularis (Keyserling, 1865)
- Leucauge iraray Barrion & Litsinger, 1995
- Leucauge isabela Roewer, 1942
- Leucauge japonica (Thorell, 1881)
- Leucauge kibonotensis Tullgren, 1910
- Leucauge lamperti Strand, 1907
- Leucauge lechei Strand, 1908
- Leucauge lehmannella Strand, 1908
- Leucauge leprosa (Thorell, 1895)
- Leucauge levanderi (Kulczynski, 1901)
- Leucauge linyphia Simon, 1903
- Leucauge liui Zhu, Song & Zhang, 2003
- Leucauge loltuna Chamberlin & Ivie, 1938
- Leucauge lombokiana Strand, 1913
- Leucauge longimana (Keyserling, 1881)
- Leucauge longipes F. O. P.-Cambridge, 1903
- Leucauge longula (Thorell, 1878)
- Leucauge macrochoera (Thorell, 1895)
  - Leucauge macrochoera tenasserimensis (Thorell, 1895)
- Leucauge magnifica Yaginuma, 1954
- Leucauge mahabascapea Barrion & Litsinger, 1995
- Leucauge mahurica Strand, 1913
- Leucauge malkini Chrysanthus, 1975
- Leucauge mammilla Zhu, Song & Zhang, 2003
- Leucauge margaritata (Thorell, 1899)
- Leucauge mariana (Taczanowski, 1881)
- Leucauge medjensis Lessert, 1930
- Leucauge mendanai Berland, 1933
- Leucauge meruensis Tullgren, 1910
  - Leucauge meruensis karagonis Strand, 1913
- Leucauge mesomelas (O. P.-Cambridge, 1894)
- Leucauge moerens (O. P.-Cambridge, 1896)
- Leucauge moheliensis Schmidt & Krause, 1993
- Leucauge nanshan Zhu, Song & Zhang, 2003
- Leucauge nicobarica (Thorell, 1891)
- Leucauge nigricauda Simon, 1903
- Leucauge nigrocincta Simon, 1903
- Leucauge nigrotarsalis (Doleschall, 1859)
- Leucauge nitella Zhu, Song & Zhang, 2003
- Leucauge obscurella Strand, 1913
- Leucauge opiparis Simon, 1907
- Leucauge papuana Kulczynski, 1911
- Leucauge parangscipinia Barrion & Litsinger, 1995
- Leucauge pinarensis (Franganillo, 1930)
- Leucauge polita (Keyserling, 1893)
- Leucauge pondae Tikader, 1970
- Leucauge popayanensis Strand, 1908
- Leucauge prodiga (L. Koch, 1872)
- Leucauge profundifoveata Strand, 1906
- Leucauge pulcherrima (Keyserling, 1865)
  - Leucauge pulcherrima ochrerufa (Franganillo, 1930)
- Leucauge pusilla (Thorell, 1878)
- Leucauge quadrifasciata (Thorell, 1890)
- Leucauge quadripenicillata (Hasselt, 1893)
- Leucauge regnyi (Simon, 1897)
- Leucauge reimoseri Strand, 1936
- Leucauge roseosignata Mello-Leitão, 1943
- Leucauge rubripleura (Mello-Leitão, 1947)
- Leucauge rubrotrivittata Simon, 1906
- Leucauge ruwenzorensis Strand, 1913
- Leucauge saphes Chamberlin & Ivie, 1936
- Leucauge scalaris (Thorell, 1890)
- Leucauge semiventris Strand, 1908
- Leucauge senegalensis Roewer, 1961
- Leucauge severa (Keyserling, 1893)
- Leucauge signiventris Strand, 1913
- Leucauge simplex F. O. P.-Cambridge, 1903
- Leucauge soeensis Schenkel, 1944
- Leucauge speciosissima (Keyserling, 1881)
- Leucauge spiculosa Bryant, 1940
- Leucauge splendens (Blackwall, 1863)
- Leucauge stictopyga (Thorell, 1890)
- Leucauge striatipes (Bradley, 1876)
- Leucauge subadulta Strand, 1906
- Leucauge subgemmea Bösenberg & Strand, 1906
- Leucauge subtessellata Zhu, Song & Zhang, 2003
- Leucauge superba (Thorell, 1890)
- Leucauge synthetica Chamberlin & Ivie, 1936
- Leucauge taczanowskii (Marx, 1893)
- Leucauge tanikawai Zhu, Song & Zhang, 2003
- Leucauge tellervo Strand, 1913
- Leucauge tessellata (Thorell, 1887)
- Leucauge tetragnathella Strand, 1907
- Leucauge thomeensis Kraus, 1960
- Leucauge tredecimguttata (Simon, 1877)
- Leucauge tristicta (Thorell, 1891)
- Leucauge tuberculata Wang, 1991
- Leucauge tupaqamaru Archer, 1971
- Leucauge turbida (Keyserling, 1893)
- Leucauge uberta (Keyserling, 1893)
- Leucauge undulata (Vinson, 1863)
- Leucauge ungulata (Karsch, 1879)
- Leucauge venusta (Walckenaer, 1842)
- Leucauge vibrabunda (Simon, 1896)
- Leucauge virginis (Strand, 1911)
- Leucauge viridecolorata Strand, 1916
- Leucauge volupis (Keyserling, 1893)
- Leucauge wangi Zhu, Song & Zhang, 2003
- Leucauge wokamara Strand, 1911
- Leucauge wulingensis Song & Zhu, 1992
- Leucauge xiaoen Zhu, Song & Zhang, 2003
- Leucauge xiuying Zhu, Song & Zhang, 2003
- Leucauge zizhong Zhu, Song & Zhang, 2003

## Mecynometa
Mecynometa Simon, 1894
- Mecynometa argyrosticta Simon, 1907
- Mecynometa gibbosa Schmidt & Krause, 1993
- Mecynometa globosa (O. P.-Cambridge, 1889)

## Menosira
Menosira Chikuni, 1955
- Menosira ornata Chikuni, 1955

## Mesida
Mesida Kulczynski, 1911
- Mesida argentiopunctata (Rainbow, 1916)
- Mesida gemmea (Hasselt, 1882)
- Mesida grayi Chrysanthus, 1975
- Mesida humilis Kulczynski, 1911
- Mesida matinika Barrion & Litsinger, 1995
- Mesida mindiptanensis Chrysanthus, 1975
- Mesida pumila (Thorell, 1877)
- Mesida realensis Barrion & Litsinger, 1995
- Mesida thorelli (Blackwall, 1877)
  - Mesida thorelli mauritiana (Simon, 1898)
- Mesida wilsoni Chrysanthus, 1975
- Mesida yangbi Zhu, Song & Zhang, 2003
- Mesida yini Zhu, Song & Zhang, 2003

## Meta
Meta C. L. Koch, 1836
- Meta abdomenalis Patel & Reddy, 1993
- Meta barreti Kulczynski, 1899
- Meta baywanga Barrion & Litsinger, 1995
- Meta birmanica Thorell, 1898
- Meta bourneti Simon, 1922
- Meta dolloff Levi, 1980
- Meta gertschi Lessert, 1938
- Meta japonica Tanikawa, 1993
- Meta longipalpis Pavesi, 1883
- Meta maculata (Blackwall, 1865)
- Meta manchurica Marusik & Koponen, 1992
- Meta menardi (Latreille, 1804)
- Meta merianopsis Tullgren, 1910
- Meta meruensis Tullgren, 1910
- Meta milleri Kratochvíl, 1942
- Meta minima Denis, 1953
- Meta mixta O. P.-Cambridge, 1885
- Meta monogrammata Butler, 1876
- Meta montana Hogg, 1919
- Meta nebulosa Schenkel, 1936
- Meta nigra Franganillo, 1920
- Meta nigridorsalis Tanikawa, 1994
- Meta obscura Kulczynski, 1899
- Meta ovalis (Gertsch, 1933)
- Meta qianshanensis Zhu & Zhu, 1983
- Meta reticuloides Yaginuma, 1958
- Meta rufolineata (Urquhart, 1889)
- Meta serrana Franganillo, 1930
- Meta shenae Zhu, Song & Zhang, 2003
- Meta simlaensis Tikader, 1982
- Meta stridulans Wunderlich, 1987
- Meta tiniktirika Barrion & Litsinger, 1995
- Meta trivittata Keyserling, 1887
- Meta turbatrix Keyserling, 1887
- Meta vacillans Butler, 1876
- Meta villiersi Denis, 1955

## Metabus
Metabus O. P.-Cambridge, 1899
- Metabus conacyt Álvarez-Padilla, 2007
- Metabus debilis (O. P.-Cambridge, 1889)
- Metabus ebanoverde Álvarez-Padilla, 2007
- Metabus ocellatus (Keyserling, 1864)

## Metellina
Metellina Chamberlin & Ivie, 1941
- Metellina curtisi (McCook, 1894)
- Metellina kirgisica (Bakhvalov, 1974)
- Metellina mengei (Blackwall, 1870)
- Metellina merianae (Scopoli, 1763)
  - Metellina merianae celata (Blackwall, 1841)
- Metellina mimetoides Chamberlin & Ivie, 1941
- Metellina orientalis (Spassky, 1932)
- Metellina segmentata (Clerck, 1757)

## Metleucauge
Metleucauge Levi, 1980
- Metleucauge chikunii Tanikawa, 1992
- Metleucauge davidi (Schenkel, 1963)
- Metleucauge dentipalpis (Kroneberg, 1875)
- Metleucauge eldorado Levi, 1980
- Metleucauge kompirensis (Bösenberg & Strand, 1906)
- Metleucauge yaginumai Tanikawa, 1992
- Metleucauge yunohamensis (Bösenberg & Strand, 1906)

## Mitoscelis
Mitoscelis Thorell, 1890
- Mitoscelis aculeata Thorell, 1890

## Mollemeta
Mollemeta Álvarez-Padilla, 2007
- Mollemeta edwardsi (Simon, 1904)

## Nanningia
Nanningia Zhu, Kim & Song, 1997
- Nanningia zhangi Zhu, Kim & Song, 1997

## Nanometa
Nanometa Simon, 1908
- Nanometa gentilis Simon, 1908

## Neoprolochus
Neoprolochus Reimoser, 1927
- Neoprolochus jacobsoni Reimoser, 1927

## Okileucauge
Okileucauge Tanikawa, 2001
- Okileucauge hainan Zhu, Song & Zhang, 2003
- Okileucauge nigricauda Zhu, Song & Zhang, 2003
- Okileucauge sasakii Tanikawa, 2001
- Okileucauge tanikawai Zhu, Song & Zhang, 2003
- Okileucauge tibet Zhu, Song & Zhang, 2003
- Okileucauge yinae Zhu, Song & Zhang, 2003

## Opadometa
Opadometa Archer, 1951
- Opadometa fastigata (Simon, 1877)
  - Opadometa fastigata korinchica (Hogg, 1919)
- Opadometa grata (Guérin, 1838)
  - Opadometa grata anirensis (Strand, 1911)
  - Opadometa grata bukaensis (Strand, 1911)
  - Opadometa grata maitlandensis (Strand, 1911)
  - Opadometa grata mathiasensis (Strand, 1911)
  - Opadometa grata salomonum (Strand, 1911)
  - Opadometa grata squallyensis (Strand, 1911)
  - Opadometa grata tomaensis (Strand, 1911)

## Opas
Opas O. P.-Cambridge, 1896
- Opas caudacuta (Taczanowski, 1873)
- Opas caudata (Mello-Leitão, 1944)
- Opas lugens O. P.-Cambridge, 1896
- Opas melanoleuca (Mello-Leitão, 1944)
- Opas paranensis (Mello-Leitão, 1937)
- Opas trilineata (Mello-Leitão, 1940)

## Orsinome
Orsinome Thorell, 1890
- Orsinome armata Pocock, 1901
- Orsinome cavernicola (Thorell, 1878)
- Orsinome daiqin Zhu, Song & Zhang, 2003
- Orsinome diporusa Zhu, Song & Zhang, 2003
- Orsinome elberti Strand, 1911
- Orsinome jiarui Zhu, Song & Zhang, 2003
- Orsinome lagenifera (Urquhart, 1888)
- Orsinome listeri Gravely, 1921
- Orsinome lorentzi Kulczynski, 1911
- Orsinome marmorea Pocock, 1901
- Orsinome monulfi Chrysanthus, 1971
- Orsinome phrygiana Simon, 1901
- Orsinome pilatrix (Thorell, 1878)
- Orsinome sarasini Berland, 1924
- Orsinome trappensis Schenkel, 1953
- Orsinome vethi (Hasselt, 1882)
- Orsinome vorkampiana Strand, 1907

## Pachygnatha
Pachygnatha Sundevall, 1823
- Pachygnatha africana Strand, 1906
- Pachygnatha amurensis Strand, 1907
- Pachygnatha atromarginata Bosmans & Bosselaers, 1994
- Pachygnatha autumnalis Marx, 1884
- Pachygnatha bonneti Senglet, 1973
- Pachygnatha brevis Keyserling, 1884
- Pachygnatha calusa Levi, 1980
- Pachygnatha clercki Sundevall, 1823
- Pachygnatha clerckoides Wunderlich, 1985
- Pachygnatha degeeri Sundevall, 1830
  - Pachygnatha degeeri dysdericolor Jocqué, 1977
- Pachygnatha dorothea McCook, 1894
- Pachygnatha fengzhen Zhu, Song & Zhang, 2003
- Pachygnatha furcillata Keyserling, 1884
- Pachygnatha gaoi Zhu, Song & Zhang, 2003
- Pachygnatha goedeli Bosmans & Bosselaers, 1994
- Pachygnatha hexatracheata Bosmans & Bosselaers, 1994
- Pachygnatha jansseni Bosmans & Bosselaers, 1994
- Pachygnatha kiwuana Strand, 1913
- Pachygnatha leleupi Lawrence, 1952
- Pachygnatha listeri Sundevall, 1830
- Pachygnatha longipes Simon, 1894
- Pachygnatha mucronata Tullgren, 1910
  - Pachygnatha mucronata comorana Schmidt & Krause, 1993
- Pachygnatha ochongipina Barrion & Litsinger, 1995
- Pachygnatha okuensis Bosmans & Bosselaers, 1994
- Pachygnatha opdeweerdtae Bosmans & Bosselaers, 1994
- Pachygnatha palmquisti Tullgren, 1910
- Pachygnatha procincta Bosmans & Bosselaers, 1994
- Pachygnatha quadrimaculata (Bösenberg & Strand, 1906)
- Pachygnatha rotunda Saito, 1939
- Pachygnatha ruanda Strand, 1913
- Pachygnatha silentvalliensis Biswas & Roy, 2004
- Pachygnatha simoni Senglet, 1973
- Pachygnatha sundevalli Senglet, 1973
- Pachygnatha tenera Karsch, 1879
- Pachygnatha terilis Thaler, 1991
- Pachygnatha tristriata C. L. Koch, 1845
- Pachygnatha tullgreni Senglet, 1973
- Pachygnatha vorax Thorell, 1895
- Pachygnatha xanthostoma C. L. Koch, 1845
- Pachygnatha zappa Bosmans & Bosselaers, 1994
- Pachygnatha zhui Zhu, Song & Zhang, 2003

## Parameta
Parameta Simon, 1895
- Parameta defecta Strand, 1906
- Parameta jugularis Simon, 1895

## Parazilia
Parazilia Lessert, 1938
- Parazilia strandi Lessert, 1938

## Pholcipes
Pholcipes Schmidt & Krause, 1993
- Pholcipes bifurcochelis Schmidt & Krause, 1993

## Pickardinella
Pickardinella Archer, 1951
- Pickardinella setigera (F. O. P.-Cambridge, 1903)

## Sancus
Sancus Tullgren, 1910
- Sancus acoreensis (Wunderlich, 1992)
- Sancus bilineatus Tullgren, 1910

## Schenkeliella
Schenkeliella Strand, 1934
- Schenkeliella spinosa (O. P.-Cambridge, 1870)

## Tetragnatha
Tetragnatha Latreille, 1804
- Tetragnatha acuta Gillespie, 1992
- Tetragnatha aenea Cantor, 1842
- Tetragnatha aetherea (Simon, 1894)
- Tetragnatha albida Gillespie, 1994
- Tetragnatha americana Simon, 1905
- Tetragnatha amoena Okuma, 1987
- Tetragnatha anamitica Walckenaer, 1842
- Tetragnatha andamanensis Tikader, 1977
- Tetragnatha andonea Lawrence, 1927
- Tetragnatha angolaensis Okuma & Dippenaar-Schoeman, 1988
- Tetragnatha anguilla Thorell, 1877
- Tetragnatha angulata Hogg, 1914
- Tetragnatha anuenue Gillespie, 2002
- Tetragnatha argentinensis Mello-Leitão, 1931
- Tetragnatha argyroides Mello-Leitão, 1945
- Tetragnatha armata Karsch, 1891
- Tetragnatha atriceps Banks, 1898
- Tetragnatha atristernis Strand, 1913
- Tetragnatha australis (Mello-Leitão, 1945)
- Tetragnatha baculiferens Hingston, 1927
- Tetragnatha beccarii Caporiacco, 1947
- Tetragnatha bemalcuei Mello-Leitão, 1939
- Tetragnatha bengalensis Walckenaer, 1842
- Tetragnatha bicolor White, 1841
- Tetragnatha bidentata Roewer, 1951
- Tetragnatha biseriata Thorell, 1881
- Tetragnatha bishopi Caporiacco, 1947
- Tetragnatha bituberculata L. Koch, 1867
- Tetragnatha boeleni Chrysanthus, 1975
- Tetragnatha bogotensis Keyserling, 1865
- Tetragnatha boninensis Okuma, 1981
- Tetragnatha boydi O. P.-Cambridge, 1898
  - Tetragnatha boydi praedator Tullgren, 1910
- Tetragnatha brachychelis Caporiacco, 1947
- Tetragnatha branda Levi, 1981
- Tetragnatha brevignatha Gillespie, 1992
- Tetragnatha bryantae Roewer, 1951
- Tetragnatha caffra (Strand, 1909)
- Tetragnatha cambridgei Roewer, 1942
- Tetragnatha caporiaccoi Platnick, 1993
- Tetragnatha caudata Emerton, 1884
- Tetragnatha caudicula (Karsch, 1879)
- Tetragnatha caudifera (Keyserling, 1887)
- Tetragnatha cavaleriei Schenkel, 1963
- Tetragnatha cephalothoracis Strand, 1906
- Tetragnatha ceylonica O. P.-Cambridge, 1869
- Tetragnatha chamberlini (Gajbe, 2004)
- Tetragnatha chauliodus (Thorell, 1890)
- Tetragnatha cheni Zhu, Song & Zhang, 2003
- Tetragnatha chinensis (Chamberlin, 1924)
- Tetragnatha chrysochlora (Audouin, 1826)
- Tetragnatha cladognatha Bertkau, 1880
- Tetragnatha clavigera Simon, 1887
- Tetragnatha cochinensis Gravely, 1921
- Tetragnatha coelestis Pocock, 1901
- Tetragnatha cognata O. P.-Cambridge, 1889
- Tetragnatha confraterna Banks, 1909
- Tetragnatha conica Grube, 1861
- Tetragnatha crassichelata Chrysanthus, 1975
- Tetragnatha cuneiventris Simon, 1900
- Tetragnatha cylindracea (Keyserling, 1887)
- Tetragnatha cylindrica Walckenaer, 1842
- Tetragnatha cylindriformis Lawrence, 1952
- Tetragnatha dearmata Thorell, 1873
- Tetragnatha decipiens Badcock, 1932
- Tetragnatha delumbis Thorell, 1891
- Tetragnatha demissa L. Koch, 1872
- Tetragnatha dentatidens Simon, 1907
- Tetragnatha desaguni Barrion & Litsinger, 1995
- Tetragnatha determinata Karsch, 1891
- Tetragnatha digitata O. P.-Cambridge, 1899
- Tetragnatha eberhardi Okuma, 1992
- Tetragnatha elongata Walckenaer, 1842
  - Tetragnatha elongata debilis Thorell, 1877
  - Tetragnatha elongata principalis Thorell, 1877
  - Tetragnatha elongata undulata Thorell, 1877
- Tetragnatha elyunquensis Petrunkevitch, 1930
- Tetragnatha esakii Okuma, 1988
- Tetragnatha ethodon Chamberlin & Ivie, 1936
- Tetragnatha eumorpha Okuma, 1987
- Tetragnatha eurychasma Gillespie, 1992
- Tetragnatha exigua Chickering, 1957
- Tetragnatha exilima (Mello-Leitão, 1943)
- Tetragnatha exquista Saito, 1933
- Tetragnatha extensa (Linnaeus, 1758)
  - Tetragnatha extensa brachygnatha Thorell, 1873
  - Tetragnatha extensa contigua Franganillo, 1909
  - Tetragnatha extensa maracandica Charitonov, 1951
  - Tetragnatha extensa pulchra Kulczynski, 1891
- Tetragnatha fallax Thorell, 1881
- Tetragnatha farri Chickering, 1962
- Tetragnatha filiciphilia Gillespie, 1992
- Tetragnatha filiformata Roewer, 1942
- Tetragnatha filigastra Mello-Leitão, 1943
- Tetragnatha filipes Schenkel, 1936
- Tetragnatha filum Simon, 1907
- Tetragnatha flagellans Hasselt, 1882
- Tetragnatha flava (Audouin, 1826)
- Tetragnatha flavida Urquhart, 1891
- Tetragnatha fletcheri Gravely, 1921
- Tetragnatha foai Simon, 1902
- Tetragnatha foliferens Hingston, 1927
- Tetragnatha foveata Karsch, 1891
- Tetragnatha fragilis Chickering, 1957
- Tetragnatha franganilloi Brignoli, 1983
- Tetragnatha friedericii Strand, 1913
- Tetragnatha fuerteventurensis Wunderlich, 1992
- Tetragnatha gemmata L. Koch, 1872
- Tetragnatha geniculata Karsch, 1891
- Tetragnatha gertschi Chickering, 1957
- Tetragnatha gibbula Roewer, 1942
- Tetragnatha gracilis (Bryant, 1923)
- Tetragnatha gracillima (Thorell, 1890)
- Tetragnatha granti Pocock, 1903
- Tetragnatha gressitti Okuma, 1988
- Tetragnatha gressittorum Okuma, 1987
- Tetragnatha guatemalensis O. P.-Cambridge, 1889
- Tetragnatha gui Zhu, Song & Zhang, 2003
- Tetragnatha hamata Thorell, 1898
- Tetragnatha hasselti Thorell, 1890
  - Tetragnatha hasselti birmanica Sherriffs, 1919
- Tetragnatha hastula Simon, 1907
- Tetragnatha hawaiensis Simon, 1900
- Tetragnatha hirashimai Okuma, 1987
- Tetragnatha hiroshii Okuma, 1988
- Tetragnatha hulli Caporiacco, 1955
- Tetragnatha insularis Okuma, 1987
- Tetragnatha insulata Hogg, 1913
- Tetragnatha insulicola Okuma, 1987
- Tetragnatha iriomotensis Okuma, 1991
- Tetragnatha irridescens Stoliczka, 1869
- Tetragnatha isidis (Simon, 1880)
- Tetragnatha iwahigensis Barrion & Litsinger, 1995
- Tetragnatha jaculator Tullgren, 1910
- Tetragnatha javana (Thorell, 1890)
- Tetragnatha jejuna (Thorell, 1897)
- Tetragnatha josephi Okuma, 1988
- Tetragnatha jubensis Pavesi, 1895
- Tetragnatha kamakou Gillespie, 1992
- Tetragnatha kapua Gillespie, 2003
- Tetragnatha kauaiensis Simon, 1900
- Tetragnatha kea Gillespie, 1994
- Tetragnatha keyserlingi Simon, 1890
- Tetragnatha khanjahani Biswas & Raychaudhuri, 1996
- Tetragnatha kikokiko Gillespie, 2002
- Tetragnatha kiwuana Strand, 1913
- Tetragnatha klossi Hogg, 1919
- Tetragnatha kochi Thorell, 1895
- Tetragnatha kolosvaryi Caporiacco, 1949
- Tetragnatha kukuhaa Gillespie, 2002
- Tetragnatha kukuiki Gillespie, 2002
- Tetragnatha labialis Nicolet, 1849
- Tetragnatha laboriosa Hentz, 1850
- Tetragnatha lactescens (Mello-Leitão, 1947)
- Tetragnatha laminalis Strand, 1907
- Tetragnatha lamperti Strand, 1906
- Tetragnatha lancinans Kulczynski, 1911
- Tetragnatha laqueata L. Koch, 1872
- Tetragnatha latro Tullgren, 1910
- Tetragnatha lauta Yaginuma, 1959
- Tetragnatha lea Bösenberg & Strand, 1906
- Tetragnatha lena Gillespie, 2003
- Tetragnatha lepida Rainbow, 1916
- Tetragnatha levii Okuma, 1992
- Tetragnatha lewisi Chickering, 1962
- Tetragnatha limu Gillespie, 2003
- Tetragnatha linearis Nicolet, 1849
- Tetragnatha lineatula Roewer, 1942
- Tetragnatha linyphioides Karsch, 1878
- Tetragnatha llavaca Barrion & Litsinger, 1995
- Tetragnatha longidens Mello-Leitão, 1945
- Tetragnatha luculenta Simon, 1907
- Tetragnatha luteocincta Simon, 1908
- Tetragnatha mabelae Chickering, 1957
- Tetragnatha macilenta L. Koch, 1872
- Tetragnatha macracantha Gillespie, 1992
- Tetragnatha macrops Simon, 1907
- Tetragnatha maeandrata Simon, 1908
- Tetragnatha major Holmberg, 1876
- Tetragnatha maka Gillespie, 1994
- Tetragnatha makiharai Okuma, 1977
- Tetragnatha mandibulata Walckenaer, 1842
- Tetragnatha maralba Roberts, 1983
- Tetragnatha margaritata L. Koch, 1872
- Tetragnatha marginata (Thorell, 1890)
- Tetragnatha marquesiana Berland, 1935
- Tetragnatha mawambina Strand, 1913
- Tetragnatha maxillosa Thorell, 1895
- Tetragnatha mengsongica Zhu, Song & Zhang, 2003
- Tetragnatha mertoni Strand, 1911
- Tetragnatha mexicana Keyserling, 1865
- Tetragnatha micrura Kulczynski, 1911
- Tetragnatha minitabunda O. P.-Cambridge, 1872
- Tetragnatha modica Kulczynski, 1911
- Tetragnatha mohihi Gillespie, 1992
- Tetragnatha montana Simon, 1874
  - Tetragnatha montana timorensis Schenkel, 1944
- Tetragnatha monticola Okuma, 1987
- Tetragnatha moua Gillespie, 2003
- Tetragnatha moulmeinensis Gravely, 1921
- Tetragnatha multipunctata Urquhart, 1891
- Tetragnatha nana Okuma, 1987
- Tetragnatha nandan Zhu, Song & Zhang, 2003
- Tetragnatha necatoria Tullgren, 1910
- Tetragnatha nepaeformis Doleschall, 1859
- Tetragnatha nero Butler, 1876
- Tetragnatha netrix Simon, 1900
- Tetragnatha nigricans Dalmas, 1917
- Tetragnatha nigrigularis Simon, 1898
- Tetragnatha nigrita Lendl, 1886
- Tetragnatha niokolona Roewer, 1961
- Tetragnatha nitens (Audouin, 1826)
- Tetragnatha nitidiuscula Simon, 1907
- Tetragnatha nitidiventris Simon, 1907
- Tetragnatha notophilla Boeris, 1889
- Tetragnatha noumeensis Berland, 1924
- Tetragnatha novia Simon, 1901
- Tetragnatha nubica Denis, 1955
- Tetragnatha obscura Gillespie, 2002
- Tetragnatha obscuriceps Caporiacco, 1940
- Tetragnatha obtusa C. L. Koch, 1837
  - Tetragnatha obtusa corsica Simon, 1929
  - Tetragnatha obtusa intermedia Kulczynski, 1891
  - Tetragnatha obtusa proprior Kulczynski, 1891
- Tetragnatha oculata Denis, 1955
- Tetragnatha okumae Barrion & Litsinger, 1995
- Tetragnatha olindana Karsch, 1880
- Tetragnatha oomua Gillespie, 2003
- Tetragnatha oreobia Okuma, 1987
- Tetragnatha orizaba (Banks, 1898)
- Tetragnatha oubatchensis Berland, 1924
- Tetragnatha palikea Gillespie, 2003
- Tetragnatha pallescens F. O. P.-Cambridge, 1903
- Tetragnatha pallida O. P.-Cambridge, 1889
- Tetragnatha paludicola Gillespie, 1992
- Tetragnatha paludis Caporiacco, 1940
- Tetragnatha panopea L. Koch, 1872
- Tetragnatha papuana Kulczynski, 1911
- Tetragnatha paradisea Pocock, 1901
- Tetragnatha paradoxa Okuma, 1992
- Tetragnatha paraguayensis (Mello-Leitão, 1939)
- Tetragnatha parva Badcock, 1932
- Tetragnatha parvula Thorell, 1891
- Tetragnatha paschae Berland, 1924
- Tetragnatha perkinsi Simon, 1900
- Tetragnatha perreirai Gillespie, 1992
- Tetragnatha peruviana Taczanowski, 1878
- Tetragnatha petrunkevitchi Caporiacco, 1947
- Tetragnatha phaeodactyla Kulczynski, 1911
- Tetragnatha pilosa Gillespie, 1992
- Tetragnatha pinicola L. Koch, 1870
- Tetragnatha piscatoria Simon, 1897
- Tetragnatha planata Karsch, 1891
- Tetragnatha plena Chamberlin, 1924
- Tetragnatha polychromata Gillespie, 1992
- Tetragnatha praedonia L. Koch, 1878
- Tetragnatha priamus Okuma, 1987
- Tetragnatha protensa Walckenaer, 1842
- Tetragnatha puella Thorell, 1895
- Tetragnatha pulchella Thorell, 1877
- Tetragnatha punua Gillespie, 2003
- Tetragnatha qiuae Zhu, Song & Zhang, 2003
- Tetragnatha quadrinotata Urquhart, 1893
- Tetragnatha quasimodo Gillespie, 1992
- Tetragnatha quechua Chamberlin, 1916
- Tetragnatha radiata Chrysanthus, 1975
- Tetragnatha ramboi Mello-Leitão, 1943
- Tetragnatha rava Gillespie, 2003
- Tetragnatha reimoseri (Rosca, 1939)
- Tetragnatha reni Zhu, Song & Zhang, 2003
- Tetragnatha restricta Simon, 1900
- Tetragnatha retinens Chamberlin, 1924
- Tetragnatha rimandoi Barrion, 1998
- Tetragnatha rimitarae Strand, 1911
- Tetragnatha riparia Holmberg, 1876
- Tetragnatha riveti Berland, 1913
- Tetragnatha roeweri Caporiacco, 1949
- Tetragnatha rossi Chrysanthus, 1975
- Tetragnatha rouxi (Berland, 1924)
- Tetragnatha rubriventris Doleschall, 1857
- Tetragnatha scopus Chamberlin, 1916
- Tetragnatha serra Doleschall, 1857
- Tetragnatha shanghaiensis Strand, 1907
- Tetragnatha shinanoensis Okuma & Chikuni, 1978
- Tetragnatha shoshone Levi, 1981
- Tetragnatha sidama Caporiacco, 1940
- Tetragnatha signata Okuma, 1987
- Tetragnatha similis Nicolet, 1849
- Tetragnatha simintina Roewer, 1961
- Tetragnatha sinuosa Chickering, 1957
- Tetragnatha sobrina Simon, 1900
- Tetragnatha sociella Chamberlin, 1924
- Tetragnatha squamata Karsch, 1879
- Tetragnatha stelarobusta Gillespie, 1992
- Tetragnatha stellarum Chrysanthus, 1975
- Tetragnatha sternalis Nicolet, 1849
- Tetragnatha stimulifera Simon, 1907
- Tetragnatha straminea Emerton, 1884
- Tetragnatha strandi Lessert, 1915
  - Tetragnatha strandi melanogaster Schmidt & Krause, 1993
- Tetragnatha streichi Strand, 1907
- Tetragnatha striata L. Koch, 1862
- Tetragnatha subclavigera Strand, 1907
- Tetragnatha subesakii Zhu, Song & Zhang, 2003
- Tetragnatha subextensa Petrunkevitch, 1930
- Tetragnatha subsquamata Okuma, 1985
- Tetragnatha suoan Zhu, Song & Zhang, 2003
- Tetragnatha sutherlandi Gravely, 1921
- Tetragnatha tahuata Gillespie, 2003
- Tetragnatha tanigawai Okuma, 1988
- Tetragnatha tantalus Gillespie, 1992
- Tetragnatha taylori O. P.-Cambridge, 1890
- Tetragnatha tenera Thorell, 1881
- Tetragnatha tenuis O. P.-Cambridge, 1889
- Tetragnatha tenuissima O. P.-Cambridge, 1889
- Tetragnatha tincochacae Chamberlin, 1916
- Tetragnatha tipula (Simon, 1894)
- Tetragnatha tonkina Simon, 1909
- Tetragnatha torrensis Schmidt & Piepho, 1994
- Tetragnatha trichodes Thorell, 1878
  - Tetragnatha trichodes mendax Franganillo, 1909
- Tetragnatha tristani Banks, 1909
- Tetragnatha trituberculata Gillespie, 1992
- Tetragnatha tropica O. P.-Cambridge, 1889
- Tetragnatha tuamoaa Gillespie, 2003
- Tetragnatha tullgreni Lessert, 1915
- Tetragnatha uluhe Gillespie, 2003
- Tetragnatha uncifera Simon, 1900
- Tetragnatha unicornis Tullgren, 1910
- Tetragnatha valida Keyserling, 1887
- Tetragnatha vermiformis Emerton, 1884
- Tetragnatha versicolor Walckenaer, 1842
- Tetragnatha virescens Okuma, 1979
- Tetragnatha viridis Walckenaer, 1842
- Tetragnatha viridorufa Gravely, 1921
- Tetragnatha visenda Chickering, 1957
- Tetragnatha waikamoi Gillespie, 1992
- Tetragnatha yalom Chrysanthus, 1975
- Tetragnatha yesoensis Saito, 1934
- Tetragnatha yongquiang Zhu, Song & Zhang, 2003
- Tetragnatha zangherii (Caporiacco, 1926)
- Tetragnatha zhangfu Zhu, Song & Zhang, 2003
- Tetragnatha zhaoi Zhu, Song & Zhang, 2003
- Tetragnatha zhaoya Zhu, Song & Zhang, 2003

## Timonoe
Timonoe Thorell, 1898
- Timonoe argenteozonata Thorell, 1898

## Tylorida
Tylorida Simon, 1894
- Tylorida culta (O. P.-Cambridge, 1869)
- Tylorida cylindrata (Wang, 1991)
- Tylorida mengla Zhu, Song & Zhang, 2003
- Tylorida mornensis (Benoit, 1978)
- Tylorida seriata Thorell, 1899
- Tylorida stellimicans (Simon, 1885)
- Tylorida striata (Thorell, 1877)
- Tylorida tianlin Zhu, Song & Zhang, 2003
- Tylorida ventralis (Thorell, 1877)

## Wolongia
Wolongia Zhu, Kim & Song, 1997
- Wolongia guoi Zhu, Kim & Song, 1997
- Wolongia odontodes Zhao, Yin & Peng, 2009
- Wolongia wangi Zhu, Kim & Song, 1997

## Zygiometella
Zygiometella Wunderlich, 1995
- Zygiometella perlongipes (O. P.-Cambridge, 1872)